# Tetracloruro de germanio
El tetracloruro de germanio, de fórmula GeCl4 , es un líquido incoloro usado como producto intermedio en la producción de metal germanio purificado. En los últimos años, el uso de GeCl4 se ha incrementado sustancialmente debido a su empleo como reactivo para la producción de fibra óptica.

## Producción
Casi toda la producción de germanio procede del tratamiento de los residuos de polvo de zinc y mineral de fundición de cobre. Una importante fuente también se encuentra en las cenizas de la combustión de cierto tipo de carbón llamado vitraín. El tetracloruro de germanio es un producto intermedio para la purificación de germanio metálico o su óxido, GeO2.
El tetracloruro de germanio puede ser producido directamente a partir de GeO2 por disolución del óxido en ácido clorhídrico concentrado. La mezcla resultante se somete a destilación fraccionada para purificar y separar el tetracloruro de germanio de los otros productos y de las impurezas. El GeCl4 se puede rehidrolizar con agua destilada para producir GeO2 puro, que luego se reduce con hidrógeno para producir el metal germanio.
La producción de GeO2, sin embargo, depende de la forma oxidada de germanio extraído del mineral. Los minerales de sulfuro de cobre y plomo y de sulfuro de zinc, producirán GeS2, que se oxida posteriormente a GeO2 con un oxidante, como el clorato de sodio. Los minerales de zinc son tostados y sinterizados y pueden producir GeO2 directamente. El óxido se procesa como se mencionó anteriormente.

## Aplicaciones
El tetracloruro de germanio se utiliza casi exclusivamente como producto intermedio para varios procesos ópticos. El GeCl4 se puede hidrolizar directamente a GeO2, un vidrio de óxido con varias propiedades y aplicaciones únicas, que se describen a continuación:

### Fibra óptica
Lo más notable del GeO2 es su alto índice de refracción y de baja dispersión óptica, por lo que se utiliza para lentes de cámara de tipo gran angular, microscopía, y para el núcleo de las líneas de fibra óptica. Véase fibra óptica para obtener información específica sobre el proceso de fabricación. En general, el tetracloruro de silicio, SiCl4 y el tetracloruro de germanio, GeCl4, se introducen con oxígeno en una preforma de vidrio hueco, que está cuidadosamente precalentada para permitir la oxidación de los reactivos dando los respectivos óxidos y la formación de una mezcla vítrea. El GeO2 tiene un alto índice de refracción, por lo que al variar la tasa de tetracloruro de germanio se puede controlar específicamente el índice de refracción general de la fibra óptica. El GeO2 supone aproximadamente un 4% del peso del vidrio.

### Infrarrojo
El germanio y su vidrio de óxido, GeO2, son transparentes para el espectro infrarrojo. Con este vidrio se pueden fabricar ventanas y lentes de IR, que se utilizan para la tecnología de visión nocturna en las fuerzas armadas y en vehículos de lujo. El GeO2 es preferible a otros vidrios transparentes de IR porque es mecánicamente fuerte y por lo tanto, preferido para uso militar accidentado.

## Futuro
A partir del año 2000, aproximadamente el 15% del consumo de germanio en los Estados Unidos se ha utilizado para la tecnología óptica infrarroja, y el 50% para fibra óptica. En los últimos 20 años, el uso de infrarrojos ha descendido de forma constante; la demanda de fibra óptica, sin embargo, está aumentando lentamente. No hay discusión sobre el exceso de producción de redes de fibra óptica y que el 30-50% de las líneas actuales de fibra oscura no han sido utilizadas, lo que sugiere una futura reducción de la demanda. A nivel mundial, la demanda está aumentando dramáticamente a medida que países como China están expandiendo las telecomunicaciones basadas en fibra óptica a lo largo de todo el país.